# Міжнародний парламент
Міжнародний парламент, або світовий парламент, або наднаціональний законодавчий орган — це теоретична концепція, яка передбачає законодавчий орган з представниками різних країн або суверенних утворень, подібний до парламенту, але на міжнародному рівні. Гіпотетичний міжнародний парламент формується глобального врядування та є частиною гіпотетичного світового уряду. Міжнародний парламент може базуватися на попередній міжпарламентській інституції або новоствореному законодавчому органі.
Повноцінного світового парламенту, який би представляв усі чи більшість країн світу, на практиці не існує.
Найближчим до реального міжнародного парламенту є Європейський парламент — законодавчий орган Європейського Союзу, що обирається голосуванням громадянами 27 країн-членів ЄС. На відміну від інших міжпарламентських установ Європарламент має законодавчу владу у Європейському Союзі.
Ідея міжнародного парламенту або світового парламенту існує вже багато років, і різні організації та рухи виступають за його створення. Однією з найбільш відомих спроб створити його є Тимчасовий Світовий Парламент (англ. Provisional World Parliament), заснований у 1982 році. Його представники регулярно збираються на парламентські засідання, однак ця організація не має реальної законодавчої влади.
Іншою помітною пропозицією міжнародного парламенту є концепція Парламентської асамблеї Організації Об'єднаних Націй. Пропонована асамблея збирала б представників із різних країн та давала б пряму репрезентацію народам світу і могла би приймати обов'язкові до виконання закони. Ця ідея виникла ще під час заснування Ліги Націй у 1920-их роках, відновилася після Другої світової війни та створення ООН і набула популярності після завершення Холодної війни, однак наразі не була втілена на практиці.